# Сельцо (Рамешковский район)
Сельцо — деревня в Рамешковском районе Тверской области.

## География
Находится в восточной части Тверской области на расстоянии приблизительно 30 км на восток-юго-восток по прямой от районного центра поселка Рамешки на правом берегу реки Медведица.

## История
В 1859 году в русской помещичьей деревне было 25 дворов. В советское время работали колхозы «Путь социализма» и «Ильич». В 2001 году в деревне 6 домов местных жителей и 20 домов — собственность наследников и дачников. До 2021 входила в сельское поселение Ильгощи Рамешковского района до их упразднения.

## Население
Численность населения: 167 человек (1858 год), 18 (1989), 13 (русские 100 %) в 2002 году, 12 в 2010.